# Paolo Massucci
Paolo Massucci (XVI secolo – XVII secolo) è stato un artigiano italiano del XVII secolo.
Non abbiamo notizie di questo costruttore lucchese di strumenti scientifici, che risulta attivo agli inizi del Seicento. Il Museo Galileo di Firenze possiede uno strumento per triangolazioni da lui firmato e datato 1604.